# تضمين مطال النبضة
تضمين مطال النبضة (بالإنجليزية: Pulse Amplitude Modulation اختصاراً PAM)‏ هو تضمين رقمي لمطال إشارة تشابهية في حامل هو عبارة عن قطار من النبضات، لذلك فإنّ تضمين مطال النبضة هو شكل من أشكال التضمين الرقمي للحامل التشهابهي.